# Мартін Самуельсен
Мартін Самуельсен (норв. Martin Samuelsen, нар. 17 квітня 1997, Гаугесун) — норвезький футболіст, нападник клубу «Блекберн Роверз».
Виступав, зокрема, за клуби «Вест Гем Юнайтед» та «Пітерборо Юнайтед», а також національну збірну Норвегії.

## Клубна кар'єра
Народився 17 квітня 1997 року в місті Гаугесун. Вихованець юнацьких команд футбольних клубів «Вард Гаугесун» та англійських «Манчестер Сіті» і «Вест Гем Юнайтед».
У дорослому футболі дебютував 2015 року виступами за команду клубу «Вест Гем Юнайтед», в якій брав участь лише в товариських матчах, зокрема проти своєю майбутньої команди «Пітерборо Юнайтед» до складу якого на правах оренди приєднався 2015 року. Відіграв за команду з Пітерборо наступний сезон своєї ігрової кар'єри.
До складу клубу «Блекберн Роверз» на правах оренди приєднався 2016 року. Відтоді встиг відіграти за команду з Блекберна 2 матчі в національному чемпіонаті.

## Виступи за збірні
2013 року дебютував у складі юнацької збірної Норвегії, взяв участь у 24 іграх на юнацькому рівні, відзначившись 4 забитими голами.
Протягом 2015 року залучався до складу молодіжної збірної Норвегії. На молодіжному рівні зіграв у 2 офіційних матчах.
2016 року дебютував в офіційних матчах у складі національної збірної Норвегії. Наразі провів у формі головної команди країни 3 матчі, забивши 1 гол.
| Дата       | Місто | Господарі | Результат | Гості      | Турнір            | Голи | Примітки |
| ---------- | ----- | --------- | --------- | ---------- | ----------------- | ---- | -------- |
| 1-6-2016   | Осло  | Норвегія  | 3 – 2     | Ісландія   | товариський матч  | -    |          |
| 31-8-2016  | Осло  | Норвегія  | 0 – 1     | Білорусь   | товариський матч  | -    |          |
| 11-10-2016 | Осло  | Норвегія  | 4 – 1     | Сан-Марино | Відбір до ЧС 2018 | 1    |          |
| Усього     |       | Матчів    | 3         |            | Голів             | 1    |          |